# Gabriel Miranda
Gabriel Antonio Miranda Fernández (Montevideo, 20 de agosto de 1968) es un exfutbolista uruguayo naturalizado venezolano que jugaba como centrocampista y su último equipo fue el Caracas Fútbol Club, de la primera división de Venezuela.
Jugó con la selección de fútbol de Venezuela en la década de los noventa. Es uno de los futbolistas más destacados en la historia de Venezuela y es uno de los máximos goleadores del Caracas Fútbol Club.

## Clubes
| Club                   | País      | Año       | PJ | Goles |
| ---------------------- | --------- | --------- | -- | ----- |
| Caracas FC             | Venezuela | 1986-1989 |    |       |
| Deportivo Italia       | Venezuela | 1989-1990 |    |       |
| Caracas                | Venezuela | 1990-1995 |    |       |
| Atlante                | México    | 1995-1996 | 21 | 4     |
| Emelec                 | Ecuador   | 1996      |    |       |
| Caracas                | Venezuela | 1996-1997 |    |       |
| Platense               | Argentina | 1997      | 1  | 0     |
| Unión Atlético Táchira | Venezuela | 1998-1999 |    |       |
| Caracas                | Venezuela | 1999-2000 |    |       |

- Datos: Q600905